# Ајшварија Рај
Ајшварија Рај Бачан (хинд. ऐश्वर्या राय बच्चन, канд. ಐಶ್ವರ್ಯಾ ರೈ, марат. ऐश्वर्या राय; 1. новембар 1973) индијска је глумица и манекенка. Изабрана је за мис света 1994. године.

## Биографија

### Детињство и младост
Рођена је у Мангалору у јужној индијској држави Карнатка, од оца Кришнараџ Раја и мајке Вринде Рај. По рођењу са породицом се сели у Бомбај. Школовала се у Сантакрузу (Бомбај). Касније је уписала колеџ Џај хинд, а после годину дана пребацује се у колеџ Рупарел. Била је студент прве класе и хтела је да постане архитекта, али су је разне околности спречиле у томе. На избору за Мис Индије 1994. године била је друга, одмах иза ње била је Сушмита Сен, која је изабрана за Мис универзума. Исте године је проглашена за Мис света и Мис фотогеничности. После тога ради као професионална манекенка, да би мало касније ушла у индијску филмску индустрију.

### Каријера
Своју филмску каријеру је започела филмом на тамилском језику из 1997. године који се звао Iruvar. Исте године игра са Бобијем Деолом у филму Aur Pyaar Ho Gaya, са којим не остварује неки већи успех. Ипак, са трећим филмом који се звао Jeans добија позитивне критике и осваја награду Филмфер за најбољу главну глумицу на тамилском језику. После тога се појављивала у многим боливудским филмовима као што су Hum Dil De Chuke Sanam и Taal. Касније је имала споредну улогу у хит филму Mohabbatein, за коју је номинована за награду Филмфер за најбољу споредну глумицу. Исте године игра у свом трећем филму на тамилском језику који се зове Kandukondain Kandukondain. Филм је примио одличне критике, а нарочито Ајшварија због одлично одиграног филмског лика. Године 2002. се појављује у филму Devdas. Филм је остварио велики успех на благајнама, а она је награђена Филмфером за најбољу главну глумицу. Касније је филм имао успеха и на западу, представљен је на Филмском фестивалу у Кану. После тога, Ајшварија постаје позната на западу и као глумица, што јој је касније отворило врата према неколико холивудских филмова.
Након тога, постала је редован гост на Филмском фестивалу у Кану, а 2003. године била је и члан жирија. Октобра 2004. године добија своју воштану фигуру у музеју Мадам Тисо у Лондону. Истог месеца игра у свом првом филму на енглеском језику Удаја и предрасуде. Филм је индијска верзија класичног романа Гордост и предрасуда. Имао је комерцијалан успех у Уједињеном Краљевству, али не и у Индији. Након тога игра у неколико индијских филмова, од којих је најзначајнији Raincoat за кога је номинована Филмфером за најбољу главну глумицу. Своју другу улогу на енглесаком језику је остварила у филму Господарица зачина, који је примио позитивне критике, иако није остварио добар комерцијални успех.
Крајем 2006. године, играла је у два филма — Umrao Jaan и Dhoom 2. Umrao Jaan је доста лоше прошао у Индији, док је Dhoom 2 био доста запажен. Следеће године игра у филму Guru који је имао премијеру на филмском фестивалу у Торонту. Филм је заснован на животу индијског бизнисмена Дирубхаја Амбани, добио је позитивне критике и био прави хит на благајнама. Свој следећи филм Изазвана игра на енглеском језику. Филм је заснован на књизи Круг светлости, а она је играла особу из стварног живота. У августу исте године игра у свом првом америчком филму Последња легија.

## Приватни живот
Била је у вези са манекеном Раџивом Мулханданијем и глумцима Салманом Каном и Вивеком Оберојем, али се ипак венчала с глумцем Абишеком Бачаном 20. априла 2007. године.

## Филмографија
| Улоге Ајшварије Рај |               |               |                              |          |
| Година              | Српски назив  | Изворни назив | Улога                        | Напомена |
| 1997.               |               |               | Пушпа/Калпана                |          |
| 1997.               |               |               | Аши Капур                    |          |
| 1998.               |               |               | Мадхумита/Ваишнави           |          |
| 1999.               |               |               | Пуџа Валија                  |          |
| 1999.               |               |               | Нандини                      |          |
| 1999.               |               |               | Манси                        |          |
| 1999.               |               |               | појављивање у песми          |          |
| 2000.               |               |               | посебно појављивање          |          |
| 2000.               |               |               | Чампакали                    |          |
| 2000.               |               |               | Минакши                      |          |
| 2000.               |               |               | Ширлеј                       |          |
| 2000.               |               |               | Прити Вират                  |          |
| 2000.               |               |               | Сахиба Гаревал               |          |
| 2000.               |               |               | Мега                         |          |
| 2001.               | Острво љубав  |               | Сонија                       |          |
| 2002.               | Девдас        |               | Парвати („Паро“)             |          |
| 2002.               |               |               | посебно појављивање          |          |
| 2002.               |               |               | Комал Растоги                |          |
| 2002.               |               |               | појављивање у песми          |          |
| 2002.               |               |               | Сањарка                      |          |
| 2003.               |               |               | Тија Шарма                   |          |
| 2003.               |               |               | Бинодини                     |          |
| 2003.               |               |               | Намрата Шривастав            |          |
| 2004.               |               |               | Махалакшми                   |          |
| 2004.               |               |               | Нирџа/Ниру                   |          |
| 2004.               |               |               | Дија Малхотра                |          |
| 2004.               |               |               | Лалита Бакши                 |          |
| 2005.               |               |               | Антара С. Вашишт             |          |
| 2005.               | Бунти и Бабли |               | појављивање у песми Kajra Re |          |
| 2005.               |               |               | Тило                         |          |
| 2006.               |               |               | Киранџит Ахлувалија          |          |
| 2006.               |               |               | Мумтаз Махал                 |          |
| 2006.               |               |               | Умрао Џан                    |          |
| 2006.               |               |               | Мира                         |          |
| 2008.               |               |               | Раџкумари Џодхабаи           |          |
| 2008.               |               |               | Анита Раџан                  |          |
| 2010.               |               |               | Сана                         |          |
| 2015.               |               |               | Анурада Верма                |          |
| 2016.               |               |               | Далбир Каур                  |          |
| 2016                |               |               | Саба Кан                     |          |

## Награде

### Филмфер награде
- Награђена
  - 1999. – Филмферова награда за најбољу главну глумицу у филму Hum Dil De Chuke Sanam.
  - 2002. – Филмферова награда за најбољу главну глумицу у филму Девдас.

- Номинована
  - 1999. – Филмферова награда за најбољу главну глумицу у филму Taal.
  - 2000. – Филмферова награда за најбољу главну глумицу Hamara Dil Aapke Paas Hai.
  - 2000. – Филмферова награда за најбољу споредну глумицу у филму Mohabbatein.
  - 2004. – Филмферова награда за најбољу главну глумицу у филму Raincoat.
  - 2006. – Филмферова награда за најбољу главну глумицу у филму Dhoom 2.
  - 2008. – Филмферова награда за најбољу главну глумицу у филму Гуру
  - 2009. – Филмферова награда за најбољу главну глумицу у филму Џодха Акбар
  - 2011. – Филмферова награда за најбољу главну глумицу у филму Молба
  - 2017. – Филмферова награда за најбољу главну глумицу у филму Сарбџит

### Интернационална индијска филмска академија
- Награђена
  - 2000 - ИИФА за најбољу главну глумицу у филму Hum Dil De Chuke Sanam.
  - 2003 - ИИФА за најбољу главну глумицу у филму Devdas.
  - 2005 - ИИФА за индијску медијску личност.
  - 2007 - ИИФА за најгламурознију звезду.
  - 2007 - ИИФА за најтраженију личност на сајту МСН Индија.

- Номинована
  - 2000. - ИИФА за најбољу главну глумицу у филму Taal.
  - 2005. - ИИФА за најбољу главну глумицу у филму Raincoat.

### Награде Скрин
- Награђена
- 1997. - награда Скрин за глумицу која највише обећава у филму Aur Pyar Ho Gaya.
- 1999. - награда Скрин за најбољу главну глумицу у филму Hum Dil De Chuke Sanam.
- 2002. - награда Скрин за најбољи филмски пар заједно са Шахруком Каном у филму Devdas.
- 2002. - награда Скрин за најбољу главну глумицу у филму Devdas.

- Номинована
- 1998. - награда Скрин за најбољу главну глумицу у филму Taal.
- 2000. - награда Скрин за најбољу главну глумицу у филму Hamara Dil Aapke Paas Hai.
- 2000. - награда Скрин за најбољу споредну глумицу у филму Mohabbatein.
- 2004. - награда Скрин за најбољу главну глумицу у филму Raincoat.
- 2006. - награда Скрин за најбољу главну глумицу у филму Dhoom 2.
- 2006. - награда Скрин за најбољи филмски пар заједно са Хритхик Рошаном у филму Dhoom 2.

### Награде Зи сајн
- Награђена
- 2000. – лукс лице године
- 2000. - награда Зи сајн за најбољу главну глумицу у филму Hum Dil De Chuke Sanam.
- 2003. - награда Зи сајн за најбољу главну глумицу у филму Девдас.
- 2003. - награда Зи сајн за праву индијску лепотицу.
- 2005. - награда Зи сајн критичара за најбољу главну глумицу у филму Raincoat.

- Номинована
- 2000. - награда Зи сајн за најбољу главну глумицу у филму Taal.
- 2007. - награда Зи сајн за најбољу главну глуицу у филму Umrao Jaan.

## Награде Мис Индије
- 1994. – Мис фотогеничности
- 1994. – Мис савршених десет
- 1994. – Мис популарности
- 1994. – Мис Индије за Мис света (Освојена титула за Мис света)

## Занимљивости
- Њено венчање је трајало читава три дана.
- Била је једна од кандидаткиња за улогу Виспер Линд у филму Казино Ројал, али је улога ипак додељена Еви Грен.
- Режисер Брет Ратнер јој је понудио улогу у филму Гас до даске 3, али ју је одбила.
- Најомиљенији западњачки модни дизајнер јој је Ђорђо Армани.
- Била је позвана да буде водитељка Оскара 2005. године, али је морала одбити јер је била заузета снимањем филма Господарица зачина.
- Са својим садашњим мужем Абишек Бахшаном играла је чак у шест филмова.
- Била је први избор за улогу Џејн Смит у филму Господин и госпођа Смит, али је одбила улогу јер је имала сукоб током снимања.
- Омиљени филм јој је Казабланка.
- Режисер Енди Тенант јој је понудио улогу у филму Хич, али је била заузета током снимања других филмова.
- Течно говори енглески, тамилски, хинди, канада и урду.
- Најплаћенија је глумица Боливуда.
- Наступила је у преко педесет музичких спотова за седам година.
- Била је мис света 1994. године.
- Поседује своју воштану фигуру у Музеју воштаних фигура Мадам Тисо у Лондону.